# Юджин Ґодсо
Юджин Ґодсо (англ. Eugene Godsoe, 20 січня 1988) — американський плавець.
Призер Чемпіонату світу з водних видів спорту 2013 року.
Призер Чемпіонату світу з плавання на короткій воді 2014 року.
Призер Панамериканських ігор 2011, 2015 років.